# Dália Kacsa
Dália Kacsa (Paperetta Yè-Yè) olasz kitalált szereplő a Donald Kacsa-univerzumban, akit Romano Scarpa rajzoló hozott létre (hogy azért egy tizenéves is legyen a csapatban). Különösen Olaszországban, Dániában és Brazíliában népszerű, de máshol, mint például az Egyesült Államokban, gyakorlatilag ismeretlen.
Ami az egyik legizgalmasabb olasz karakterré teszi (és tökéletesen eladhatatlanná az amerikai piacon), az a származástörténete, ugyanis Dália Dagobert McCsip örök szerelmének, Csillám Aranykának az unokája. (Bár az első történetet követően soha nem tűntek fel együtt, és nincs is különösebb jelentősége a családi kapcsolatnak.) 
Mivel Amerikában szívesebben látják Aranykát a regényesebb "sóvárgó hősnő" szerepében, nem valószínű, hogy Dália valaha is nagyobb népszerűségre tenne szert. Egyes vad találgatók még azt is megkockáztatják (mivel Aranyka második szerelmét soha nem láttuk), hogy Dália talán valójában Dagobert törvénytelen unokája (erre persze nincs semmilyen bizonyíték).
Brazíliában elég népszerű figura, így kapott egy saját sorozatot, amelyben a barátaival tűnik fel (Os Adolescentes).
Magyarul csak két történetben jelenik meg ("A három kulcs kincse", Böhöm-könyv 3. és "Dagobert bácsi és a Foxan-féle közvélemény-kutatás", Donald Kacsa zsebkönyv 8.).